# Velate (Varese)
Velate (Velaa in dialetto varesotto) è una frazione della città di Varese posta nel quadrante nordoccidentale dell'area urbana, ai piedi del Monte San Francesco e del monte Campo dei Fiori. 

## Storia
Come testimoniato dalla presenza di numerosi resti di fortificazioni databili alla tarda epoca romana e al Medioevo, in passato Velate rappresentava un territorio di fondamentale rilevanza strategica.
Nel Duecento, il toponimo è attestato nella forma di Vellate.
Registrato agli atti del 1751 come un borgo di 316 abitanti, nel 1786 Velate con Fogliaro entrò per un quinquennio a far parte dell'effimera Provincia di Varese, per poi cambiare continuamente i riferimenti amministrativi nel 1791, nel 1798 e nel 1799. Alla proclamazione del Regno d'Italia nel 1805 risultava avere 630 abitanti. Nel 1809 e fino al ritorno degli austriaci il comune si allargò su risultanza di un regio decreto di Napoleone che gli annesse Santa Maria del Monte e Sant'Ambrogio Olona. L'abitato, che dal 1825 fu dotato di un proprio Consiglio comunale, crebbe poi discretamente tanto che nel 1853 risultò essere popolato da 1137 anime, salite a 1247 nel 1871. Una sensibile crescita demografica nella seconda metà del XIX secolo portò poi ai 2450 residenti del 1921. Fu però il fascismo a decidere nel 1927 la soppressione dell'autonomia municipale annettendo l'abitato a Varese, onde dare un adeguato rafforzamento al neocapoluogo provinciale.

## Monumenti e luoghi d'interesse

### Architetture religiose

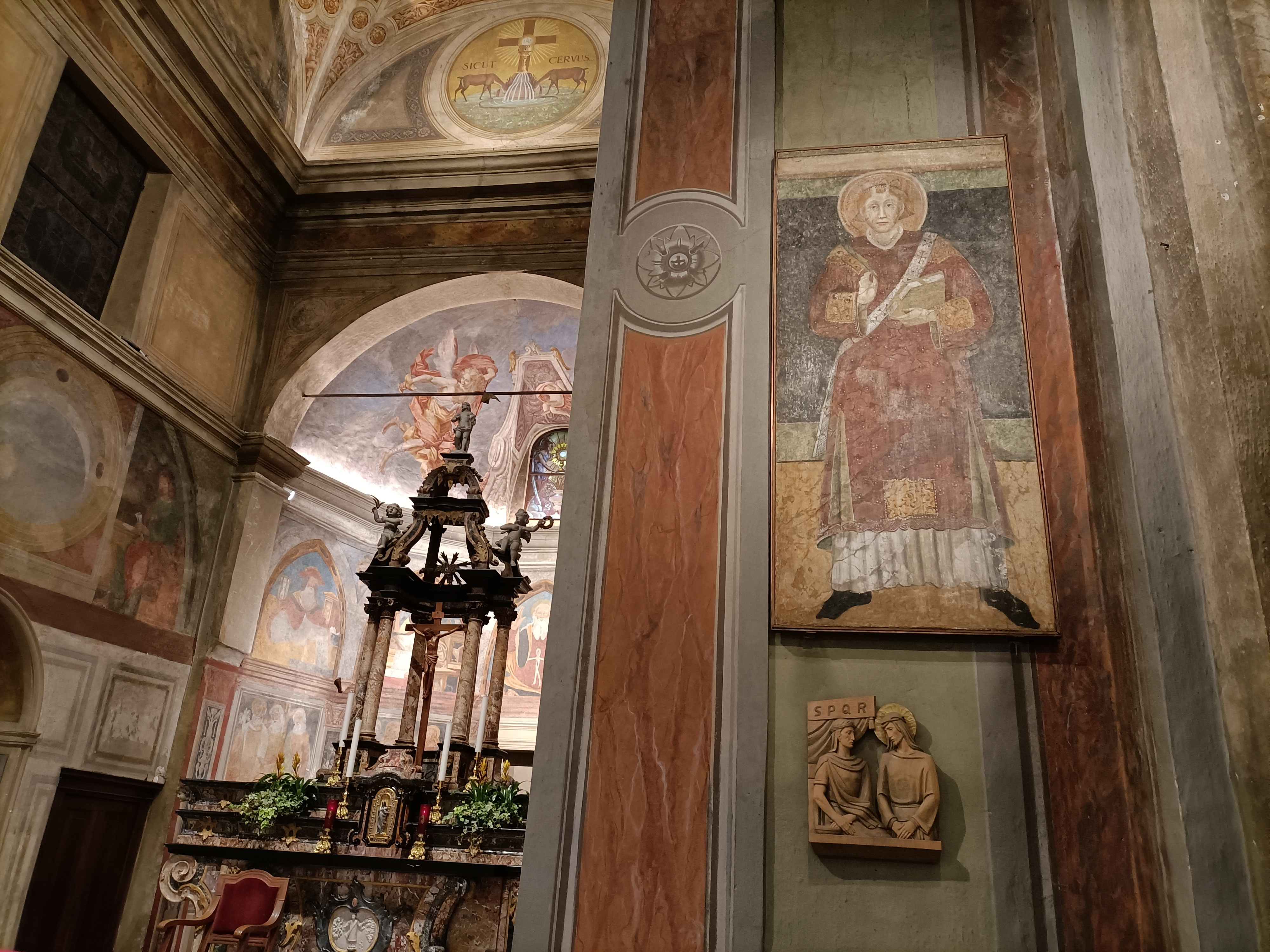
Chiesa di Santo Stefano

- Chiesa di Santo Stefano Chiesa di San Cassiano e Ippolito, una tra le chiese più antiche del comune di Varese, risalente al X secolo.
- Parrocchiale di Santo Stefano, già attestata nel 1190 ma rielaborata più volte nel corso dei secoli, la quale si presenta con una facciata del 1887.[4] Internamente si presenta ad aula unica rettangolare, con otto cappelle laterali separate dalla navata da una balaustra in marmo. Ai lati dell’arco trionfale che introduce al presbiterio si trovano due affreschi, raffiguranti la Madonna in trono e S. Stefano. La trave lignea dell’arco trionfale è sormontata da statue lignee con la Crocifissione. Nel coro gli affreschi opera di Pietro da Velate del primo cinquecento, raffigurano gli Evangelisti e i Dottori della Chiesa. Il presbiterio è dotato di un altare barocco.[5]
- a fianco della chiesa parrocchiale sorge l'oratorio di San Domenico (oggi trasformato in Battistero). Sopra il portale si trova un piccolo affresco raffigurante San Domenico che riceve il Rosario alla presenza di un cane con una torcia.  L'interno ad aula rettangolare presenta un'ancona dipinta raffigurante l'apparizione della Vergine a San Domenico[6].
- Rovine del convento di San Francesco in Pertica, sul monte omonimo

### Architetture civili

#### Torre di Velate
A Velate, borgo fortificato esistente fin dall'epoca tardoromana (“castrum de Vellate”), si trova una torre medioevale risalente all'XI secolo.

#### Villa Bianchi-Piatti-Clerici
Situata in piazza Santo Stefano di fronte alla parrocchiale, la villa è una dimora signorile risultante dall'ampliamento di una casa-forte medievale, della quale sopravvivono ancora una torre e parte dell'edificio originario. Proprietà dei Bianchi di Velate da almeno il Duecento e fino a un periodo a cavallo tra il Seicento e il Settecento, durante il quale vennero realizzati gli affreschi attualmente conservati nell'ala ovest della villa. Dopo esser finita nelle mani della famiglia Piatti, la villa passò, successivamente, ai Clerici.
L'antica torre occupa l'estremità sud della Seicentesca ala ovest, aperta da un porticato e impostata su una pianta a "L". Il porticato delimita i lati occidentale e settentrionale di un primo cortile, cinto a oriente dalle pareti occidentali dell'ala est. A sud del primo cortile, un parco all'inglese. Un secondo cortile è formato dai di corpi di fabbrica dell'ala est, disposti in modo tale da chiudere il secondo cortile su quattro lati, tre dei quali anch'essi porticati.

#### Villa Zambeletti
Inserita in un ampio parco situato lungo la valle del torrente Vellone, Villa Zambelletti è un edificio in stile eclettico neomedievale. Progettata da Agostino Caravati, la villa fu edificata tra il 1897 e il 1905. Internamente, la dimora conserva affreschi di Stefano Bersani. All'interno del parco, resti di una struttura militare probabilmente di epoca anteriore rispetto alla torre di Velate.
Il nome della dimore è della famiglia Zambeletti, storica proprietaria della DLZ Dott. L. Zambeletti S.p.A., azienda farmaceutica confluita in una multinazionale. Il nome dell'antibiotico a base di amoxicillina "Velamox" si narra essere stato ispirato proprio dalla frazione in cui Leopoldo Zambeletti è nato.

#### Villa Guttuso
Appartenuta alla famiglia della moglie, Mimise Dotti, la villa divenne la dimora estiva abituale del celebre pittore Renato Guttuso, dagli anni cinquanta agli anni ottanta: «Qui Renato Guttuso, che viene a Velate da luglio a ottobre da una trentina d'anni, lavora in media sette ore al giorno: dalle 8 alle 13, dalla 16 alle 18, ora in cui, caschi il mondo, egli depone i pennelli, chiude i barattoli dei colori e attacca la sua partita quotidiana a carte con la gente del posto, o con amici venuti da fuori». Guttuso trasformò le scuderie della vecchia villa in un atelier con ampi spazi dove gli fu possibile realizzare i grandi telieri. La presenza dell'artista è ricordata da una lapide sul muro di cinta della villa, in via Carini.

Via Lanfranconi conserva una serie di edifici che ancora conservano elementi databili al Basso Medioevo.

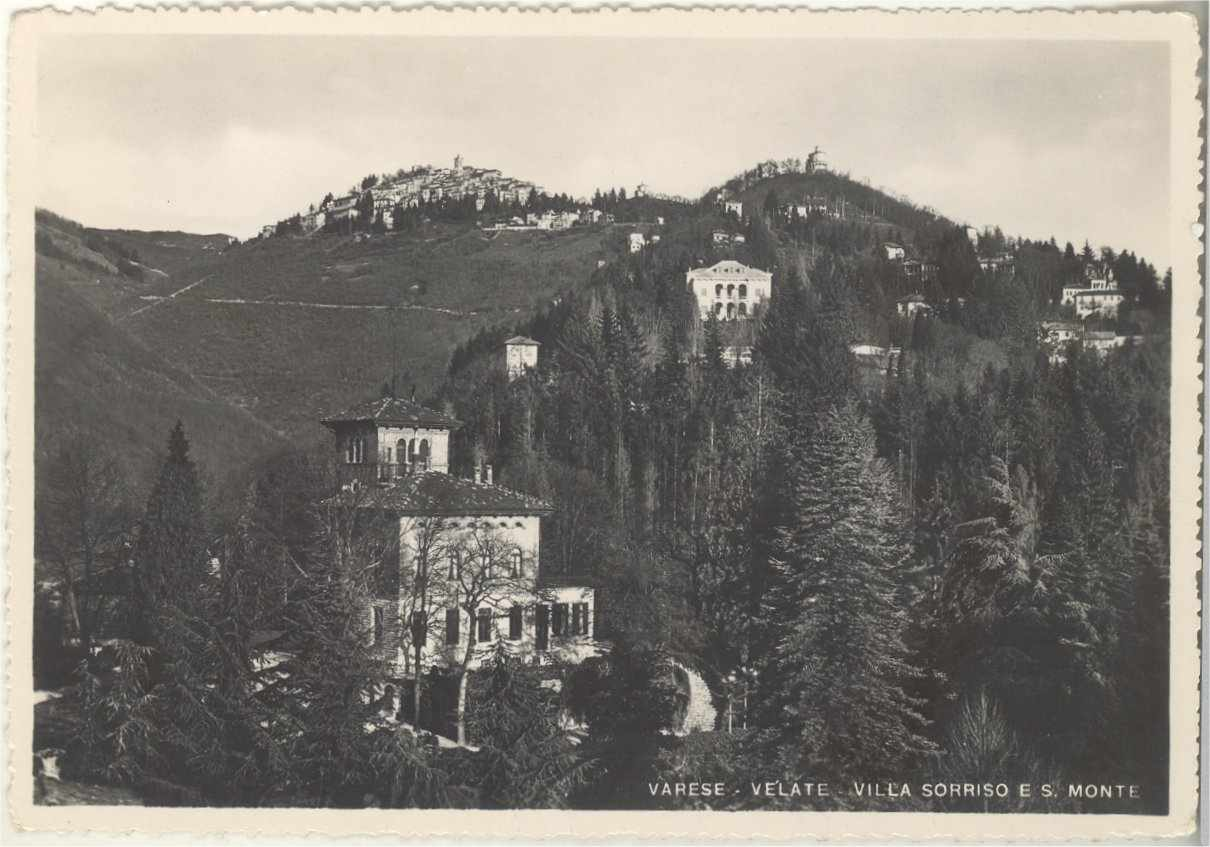
Cartolina d'epoca
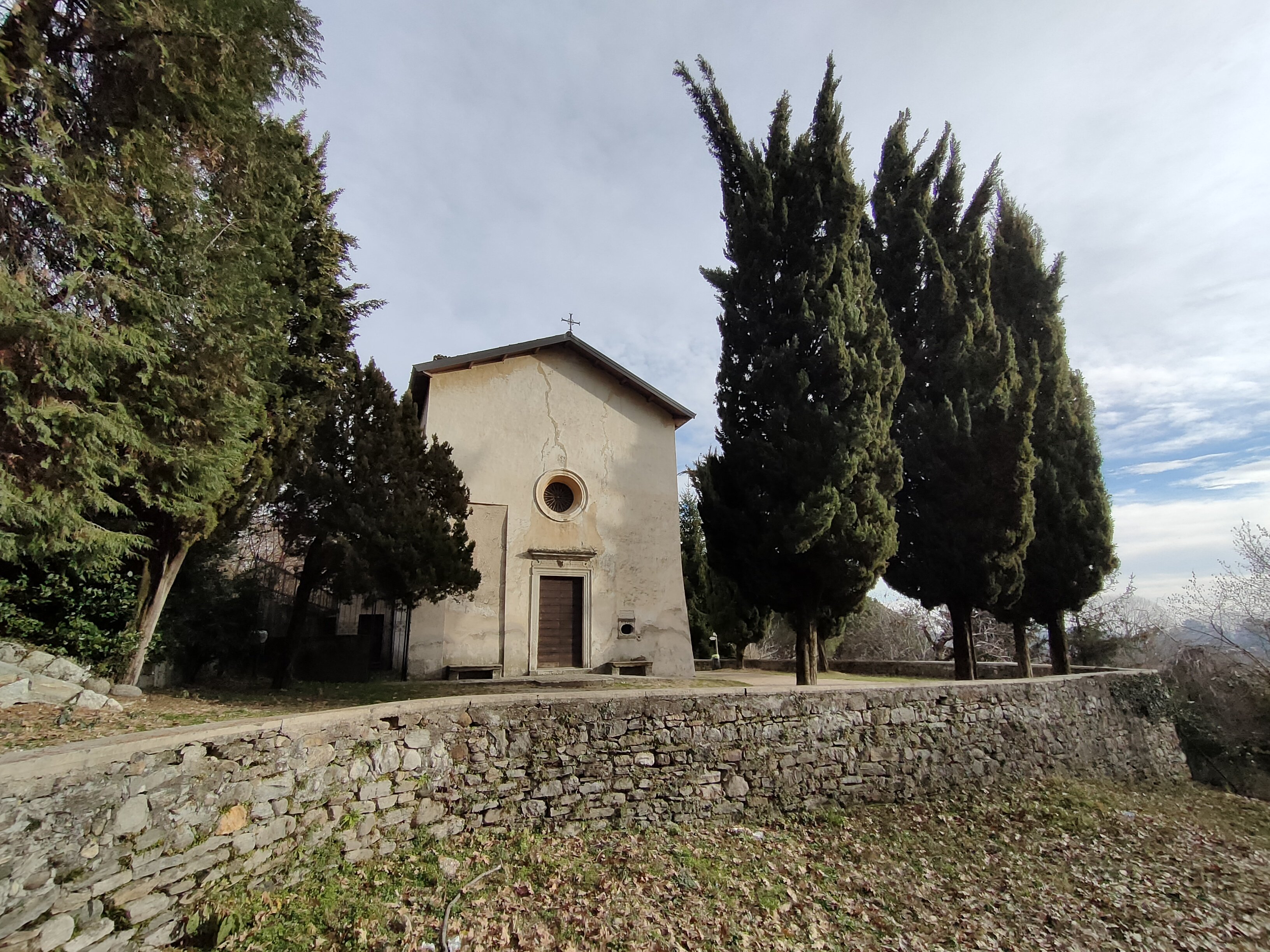
San Cassiano e Ippolito
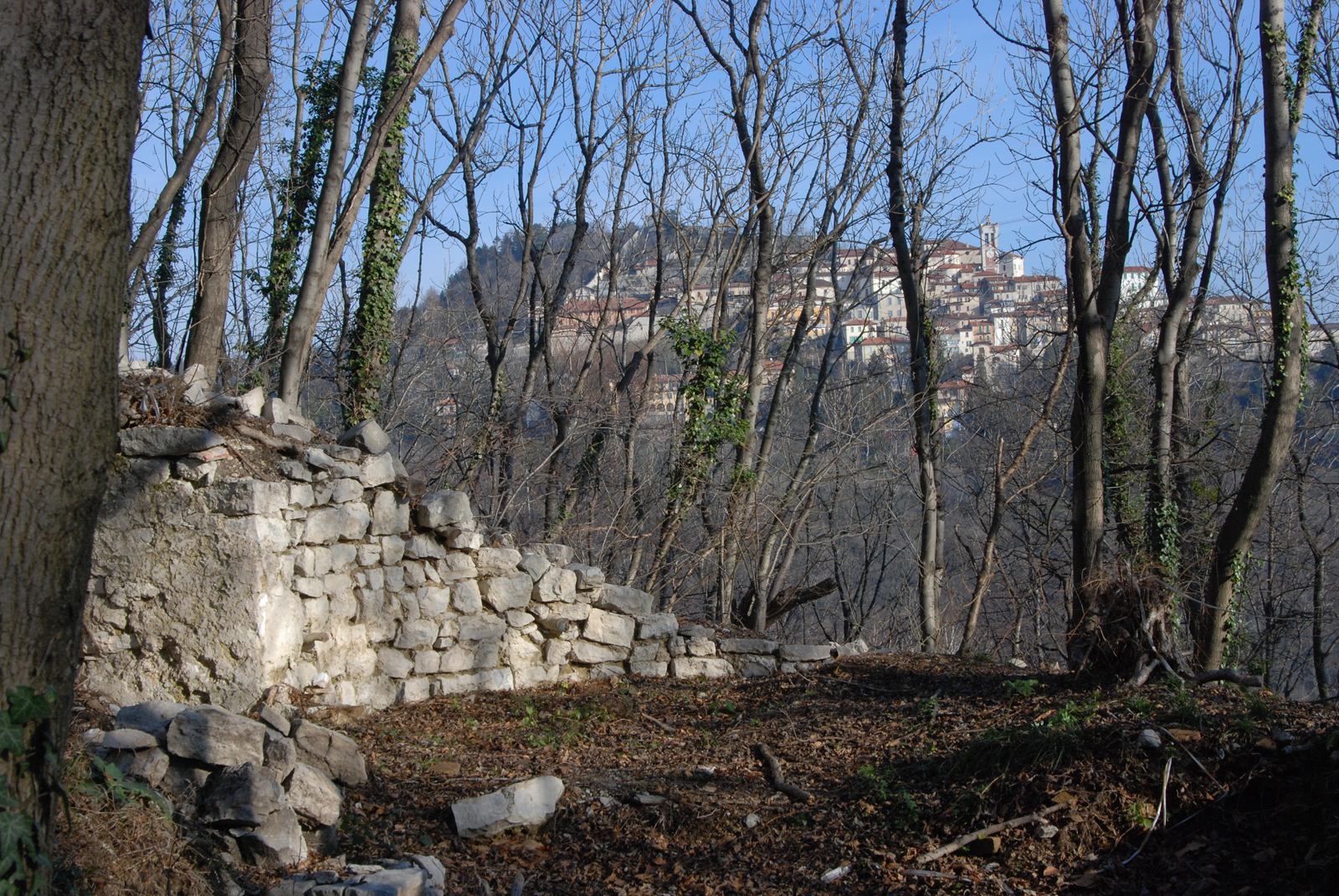
San Francesco in Pertica

## Nell'arte
La frazione fu scelta come residenza dal pittore siciliano Renato Guttuso, che la raffigurò in un dipinto dal titolo "Sera a Velate" del 1980.